# Universidad de Santa Clara

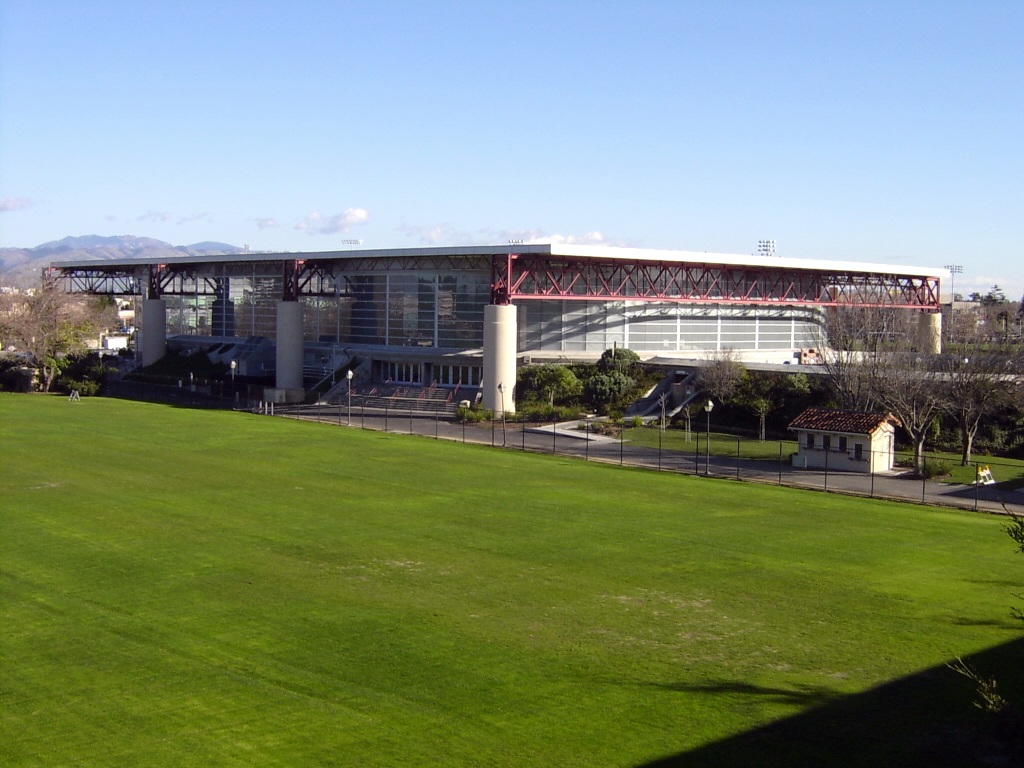
Leavey Activities Center.

La Universidad de Santa Clara (SCU por las iniciales de su nombre, Santa Clara University en inglés y oficialmente) es una universidad privada, católica, de la Compañía de Jesús, ubicada en Santa Clara (California), Estados Unidos de América. Forma parte de la Asociación de Universidades Jesuitas (AJCU), en la que se integran las 28 universidades que la Compañía de Jesús dirige en los Estados Unidos. Su nombre se debe a que se ubica en los terrenos de la antigua misión franciscana denominada Misión Santa Clara de Asís. Fue la primera en abrir sus puertas a los estudiantes, Universidad de Santa Clara es la institución más antigua de funcionamiento de educación superior en California.

## Historia
Fundada en 1851 como Santa Clara College, se trata de la institución académica de educación superior más antigua de California, además de la universidad católica norteamericana más antigua al oeste de San Luis (Misuri), donde los jesuitas en 1818 habían fundado la Universidad de San Luis. En 1857, SCU otorgó su primer título de grado, el primero de la historia de California, a Thomas I. Bergin.
En 1912 cambió su denominación de Santa Clara College a University of Santa Clara, pero en 1985 volvió a cambiar al actual de Santa Clara University porque las iniciales anteriores (USC) coincidían con las de la Universidad del Sur de California y daban lugar a confusiones.

## Deportes
SCU compite en la West Coast Conference de la División I de la NCAA